# Augustin Bata
Augustin Bata (22 maggio 1980) è un taekwondoka francese.

## Palmarès

### Europei di taekwondo
- Argento a Campionati europei di taekwondo 2010
- Argento a Campionati europei di taekwondo 2012